# Dalea pulchella
Dalea pulchella är en ärtväxtart som beskrevs av George Don jr. Dalea pulchella ingår i släktet Dalea, och familjen ärtväxter. Inga underarter finns listade i Catalogue of Life.